# Дуров, Борис Андреевич
Бори́с Андре́евич Ду́ров (20 августа 1879 — 3 августа 1977) — полковник (1918). Участник Первой мировой войны и Белого движения.

## Биография
Выпускник 2-го кадетского корпуса в Санкт-Петербурге. Учился в  Николаевском инженерном и Николаевском артиллерийском училищах. Окончил Академию Генерального штаба. 

### Первая мировая война
Участвовал в  Первой Мировой войне как  офицер в артиллерийских частях. В мае  1916 года назначен начальником штаба 3-й Особой бригады русского Экспедиционного корпуса генерала Дитерихса в Салониках в Греции. 

### Белое движение
В августе 1918 прибыл через Англию с Македонского фронта и вступил в должность заместителя начальника Военного Управления (Министерства) Временного правительства Северной области под руководством Н. В. Чайковского. С 6 сентября 1918 — начальник этого управления. Сменил на посту командующего войсками Северной области («Северной армией») капитана 1-го ранга Г. Е. Чаплина. Одновременно генерал-губернатор Северной области 18.09 — 03.11.1918. По сведеньям Б. А. Вилькицкого Дуров был отрешён от должности после восстания одного из полков. Вилькицкий был один из трёх членов комиссии по обвинению Б. А. Дурова и начальника штаба Северной армии генерал-майора С. Н. Самарина в бездействии власти. По словам Вилькицкого оба ратовали за "новую революционную дисциплину", а во время мятежа проявили полную бездеятельность.
С ноября 1918 года в отставке. 3 ноября  1918 — исполняющим обязанности генерал-губернатора и командующго русскими войсками Северной Области назчачен контр-адмирал Н. Э. Викорст. 19 ноября 1918 года эти должности переданы генералу Марушевскому.
В декабре 1918 года Дурову было поручено  отвезти секретные сообщения главы правительства Северной области Н. В. Чайковского к российскому послу во Францию В. А. Маклакову.
В 1919 году Дуров вошёл в комиссию генерала Палицына для подготовке материалов к Мирной конференции. Весной 1919 года газеты сообщали, что Борис Андреевич включён в состав русской межсоюзной делегации в Париже.
В 1920 году стал соучредителем русской гимназии в Париже. Вначале работал учителем математики, и позднее в течение 30 лет был директором этой гимназии, вплоть до осени 1961 года, когда гимназия была закрыта.
Когда в 1923 году дочь Анастасия, впоследствии деятельница экуменического движения, перешла в католичество, Борис Андреевич прервал с ней всякие отношения, и только через 2 года простил её.
Незадолго до смерти начал писать воспоминания, но успел написать всего несколько страниц. Как вспоминает Б. Носик, в год смерти Борис Дуров часто сидел на скамеечке около могилы на кладбище Сент-Женевьев-де-Буа, где уже было написано его имя и дата рождения.

## Увлечения
Еще в России Дуров заинтересовался стариной. Во Франции он начал собирать старинное оловянное литьё, стал специалистом в этой области, с ним консультировались. Он публиковал статьи и написал и выпустил одну книгу на французском на эту тему.

## Семья
- Жена — Людмила Александровна, урождённая Свиньина (1883—1983)[7].
  - Дочь — Анастасия  (1907—1999), католическая монахиня, деятельница экуменического движения, шеф бюро по связям французского посольства в Москве, многолетняя тайная помощница советских диссидентов.
  - Сын — Андрей (1912—1913)[7].
  - Дочь — Надежда (1915—2012), вышла замуж за Владимира Петровича Швёдера, в браке трое детей: Екатерина (р. 1946), Анна (р. 1948) и Пётр (р. 1949)[7] .
  - Дочь — Татьяна, в замужестве Мужо (р. 1920), сотрудница Французского консульства в Москве[8], вышла замуж за Филиппа Мужо, в браке две дочери: Наталья (р. 1962) и Елизавета (р. 1964)[7].
- Брат —  Александр, умер в младенчестве[4].
- Сестра —  Людмила, умерла в возрасте 12 лет[4].
- Брат — Василий Андреевич Дуров, женился на девушке простого сословия, и семья с ним потеряла связь[4].
- Брат — Владимир Андреевич Дуров, военный моряк, в эмиграции во Франции[4].

## Награды
- Орден Святой Анны 4-й степени с надписью «за храбрость» - Утверждается пожалованiе за отличiя въ дѣлахъ противъ японцевъ: - ВП 16.12.1905, штабс-капитан Восточно-Сибирской горной батареи.
- Орден Святого Станислава  3-й степени с мечами и бантом - 1905.
- Орден Святой Анны 3-й степени с мечами и бантом - 1906.
- Орден Святого Равноапостольного Князя Владимира 4-й степени с мечами и бантом - 1907.
- Орден Святого Станислава 2-й ст - 1913 ВП 11.05.1914.
- Орден Святой Анны 2-й степени - ВП 20.03.1915.
- Мечи к ордену Святой Анны 2-й степени - ВП 03.05.1916.
- Высочайшее благоволение - ВП 23.05.1916.

## Произведения
- Douroff B.. Étains français des XVIIe et XVIIIe siècles  (без даты) 76 p.  ISBN 978-0320065996
- Douroff B. А.. Etains Francais.   Massin, 2005 76 p.   ISBN 978-2707200433
- Douroff B., Tardy. Les Etains Parisiens. Tardy 1963 216 p.

## Комментарии
1. ↑  Полковник Сергей Николаевич Самарин (15.05.1877—01.09.1942), был и.д. начальника кабинета военного министра, а затем помощником начальника кабинета военного министра во Временном правительстве, он сыграл большую роль в подавлении Корниловского мятежа, после чего "за отличия по службе" был произведен в генерал-майоры (30.08.1917)[2].
2. ↑  Генерал от инфантерии Фёдор Фёдоровичн Палицын  (28.10.1851—20.02.1923) был председателем военно-исторического и статистического комитета в ведомстве генерала Д. Г. Щербачёва[5], занятого снабжением Белой Армии и позднее возглавившего военно-морскую комиссию  Русского политического совещания[6].